# Sputnik 20
Sputnik 20 (conosciuto anche come 1962 Alpha Tau 1) è la denominazione con la quale è nota in Occidente una sonda spaziale sovietica che doveva raggiungere il pianeta Venere. La sonda fu lanciata il 1º settembre 1962 con un razzo vettore Semërka e inserita in orbita geocentrica, ma per un guasto all'ultimo stadio del razzo rimase in orbita e rientrò nell'atmosfera terrestre cinque giorni dopo. L'US Naval Space Command Satellite, che seguiva i lanci dei satelliti sovietici per conto del governo degli USA, denominò originariamente questo veicolo spaziale come Sputnik 24.